# イッツ・ゴット・トゥ・ビィ・ファンキー!!
『イッツ・ゴット・トゥ・ビィ・ファンキー!!』（原題：It's Got to Be Funky）は、アメリカ合衆国のジャズ・ピアニスト、ホレス・シルヴァーが1993年に録音・発表したスタジオ・アルバム。

## 背景
シルヴァーは1980年代を通じて、自主レーベルの「シルヴェート」から作品を発表してきたが、本作はコロムビア・レコードから発売された。なお、リズム・セクションを務めたボブ・メイズとカール・バーネットは、1983年から1985年にかけて、シルヴァーが「シルヴェート」のために録音した作品にも参加している。
「ソング・フォー・マイ・ファーザー」のみ過去の曲の再録音で、それ以外は新曲である。「ザ・ランスフォード・レガシー」は、シルヴァーが10歳ぐらいの頃に、父の影響で好きになったミュージシャン、ジミー・ランスフォードに捧げられており、「ベイシカリー・ブルー」はカウント・ベイシーのブルース・ピアノに影響を受けて作られた。

## 反響・評価
アメリカでは、『ビルボード』のジャズ・アルバム・チャートで自身最高の2位を記録した。スコット・ヤナウはオールミュージックにおいて5点満点中4点を付け「ジャズ・ファンクの達人が、なおも自分のお手芸を失っていないことを証明している」と評している。また、『CDジャーナル』のミニ・レビューでは「ブラス・アンサンブルを配し、ヴォーカル(アンディ・ベイ)を加えたスタイルは70～80年代の自身のスタイルを踏襲したもの」と評されている。

## 収録曲
全曲ともホレス・シルヴァー作。1. 3. 5. 7. 9. 10. 11. 12.はインストゥルメンタル。
1. ファンキー・パンキー - "Funky Bunky" - 7:30
2. ドゥーファス・ルーファス - "Dufus Rufus" - 5:34
3. ザ・ランスフォード・レガシー - "The Lunceford Legacy" - 7:03
4. ヒルビリー・ビバッパー - "The Hillbilly Bebopper" - 5:29
5. ザ・ウォーク・アラウンド・ルック・アップ・アンド・ダウン・ソング - "The Walk Around - Look Up and Down Song" - 5:55
6. イッツ・ゴット・トゥ・ビィ・ファンキー!! - "It's Got to Be Funky" - 6:45
7. ベイシカリー・ブルー - "Basically Blue" - 6:27
8. ソング・フォー・マイ・ファーザー - "Song for My Father" - 8:33
9. ホェン・ユゥアー・イン・ラヴ - "When You're in Love" - 4:30
10. プット・ミー・イン・ザ・ベイスメント - "Put Me in the Basement" - 7:19
11. リトル・ママ - "Little Mama" - 7:05
12. ヨゥ・ママズ・マンボ - "Yo' Mama's Mambo" - 3:40

## 参加ミュージシャン
- ホレス・シルヴァー - ピアノ
- アンディ・ベイ（英語版） - ボーカル(on #2, #4, #6, #8)
- レッド・ホロウェイ（英語版） - テナー・サクソフォーン・ソロ(on #1, #2, #5, #6, #7, #8, #10, #11)、アルト・サクソフォーン・ソロ(#4)
- エディ・ハリス - テナー・サクソフォーン・ソロ(on #1, #6)
- ブランフォード・マルサリス - テナー・サクソフォーン・ソロ(on #4, #7)
- オスカー・ブラッシャー、ロン・スタウト、ボブ・サマーズ - トランペット、フリューゲルホルン
- スゼット・モリアーティ - フレンチホルン
- ボブ・マクチェズニー - トロンボーン
- モーリス・スピアーズ - バストロンボーン
- ボブ・メイズ - ベース
- カール・バーネット - ドラムス